# Jaskinia Mąciwody
Jaskinia Mąciwody – jaskinia położona na terenie miejscowości Klucze w powiecie olkuskim, na terenie Wyżyny Krakowsko-Częstochowskiej.
Została odkryta w latach 50. podczas drążenia studni. Pierwsze badanie przez grotołazów miało miejsce 10 listopada 1975 r. Prace eksploracyjne przeprowadzono w następnym roku 29 maja. W tym samym roku dwa razy nurkowano w syfonie.
Jest jaskinią o rozwinięciu pionowym, studnia wejściowa ma głębokość 18 m. Wchodzi się do niej opuszczając się do ocembrowanej studni przy ul. Poległych. Na głębokości 5 m studnia przechodzi w naturalną próżnię krasową. Dno na głębokości 19 m znajduje się pod wodą. Najniższym punktem jest dno syfonu niedaleko zejścia do jaskini. 5 m ponad dnem w głąb skały wąski korytarz prowadzi do obszernej sali zasłanej piaskiem przemieszanym z rumoszem skalnym i większymi głazami dnie, wznoszącym się do góry. Z sali odchodzą korytarze w kierunku północnym i wschodnim. W sali występuje szata naciekowa w postaci polew i stalagmitów.